# Conseil colonial (France)
Les conseils coloniaux, renommés plus tard en conseils généraux, étaient des assemblées créées par la loi du 24 avril 1833, sous la monarchie de Juillet dans les quatre « vieilles » colonies (Martinique, Guadeloupe, Réunion et plus tard Guyane) ainsi que dans d'autres colonies.
Ces colonies sont ainsi dotées chacune d'un conseil colonial, composé de membres élus ou nommés selon les époques. Leurs pouvoirs évolueront avec le temps jusqu'à leur disparition ou leur transformation en conseil général.

## Territoires concernés
Il a existé des conseils coloniaux dans les territoires suivants :
- Martinique
- Guadeloupe
- La Réunion
- Guyane (à partir de 1878, mais il portera dès le début le nom de conseil général)
- Cochinchine de 1880[1] à 1946
- Inde
- Sénégal de 1920 à 1946[2]
- Nouvelle-Calédonie (qui portera uniquement le nom de conseil général)

## Histoire

### Contexte
Les ordonnances royales du 26 janvier 1825 et du 17 août 1825 abandonnent aux colonies de Martinique, de Guadeloupe, de La Réunion, de Guyane, du Sénégal et de l'Inde la gestion des dépenses et des recettes locales. Le pouvoir est alors aux mains d'un gouverneur ne rendant jusqu'alors de comptes qu'au roi de France. Il est donc créé par la loi en 1825 des conseils généraux en Martinique, en Guadeloupe et à La Réunion dont le rôle est alors purement consultatif et qui sont chargés de surveiller la gestion de la colonie.

### Période 1833 - 1848
La loi du 24 avril 1833 crée les conseils coloniaux qui succèdent aux conseils généraux antérieurement créés. Ils sont alors composés de 30 membres élus pour 5 ans (16 seulement en Guyane) au suffrage censitaire dans des conditions similaires à celle en vigueur en métropole à l'époque (de 200 à 300 francs de contributions par an, en fonction, de la colonie).
Le conseil colonial est alors compétent sur toutes les matières qui ne sont pas réservées par la loi au gouvernement de France métropolitaine. Sont donc exclus du champ des compétences du conseil colonial les lois civiles et pénales, les lois commerciales, l'organisation des pouvoirs régaliens (police, justice, armée), l'organisation de l'instruction publique, l'organisation administrative de la colonie, la réglementation de la presse et l'organisation des pouvoirs du gouverneur. Il a également la charge d'exécuter les dépenses et d'encaisser les recettes de la colonie.

Les larges pouvoirs accordés par la loi aux conseils coloniaux multiplient les conflits avec les compétences échues aux gouverneurs, notamment parce que le gouverneur a le pouvoir de décider des dépenses pesant sur le budget des conseils coloniaux sans leur aval et parce que les conseils coloniaux tentent d'empiéter sur les pouvoirs du gouverneur en matière d'organisation administrative et de décider de dépenses non portées à la connaissance du gouverneur (les « dépenses secrètes »).
La rupture entre les conseils coloniaux et le gouvernement central est achevée en 1841 quand, à la suite de divers scandales relatifs aux « dépenses secrètes » des conseils coloniaux, le gouvernement fait voter la loi du 25 juin 1841, calquant l'organisation budgétaire des conseils coloniaux sur celle des conseils généraux métropolitains. Ainsi, les dépenses relevant de l'État sont exécutées sur le budget de l'État et les dépenses relevant du conseil colonial sont exécutées sur son propre budget, lequel est voté par le conseil sur proposition du gouverneur. Les conseils coloniaux ont toujours la faculté de fixer le montant de leurs impôts, mais la loi de finance attribue dorénavant une quote-part de ceux-ci au budget de l'État pour le paiement de ses fonctionnaires.
En 1840, un décret institue un conseil général pour les colonies de l'Inde qui sera également supprimé en 1848.

### Période 1848 - 1871
Durant la période allant de 1848 à 1854, les conseils coloniaux sont supprimés par un décret du 27 avril 1848 et remplacés par des commissaires généraux de la République puis les gouverneurs. Le sénatus-consulte du 3 mai 1854 rétablit des conseils généraux dans les trois vieilles colonies de la Guadeloupe, de la Martinique et de la Réunion. En attendant les travaux et les conclusions de diverses commissions parlementaires, les membres de ces conseils sont nommés pour moitié par le gouverneur, et pour moitié désignés par des conseils municipaux eux aussi nommés.
Finalement, le décret-loi du 3 décembre 1870 calque les conseils généraux dans les trois vieilles colonies de la Guadeloupe, de la Martinique et de la Réunion sur le modèle des conseils généraux métropolitains.

### De 1871 à la décolonisation ou la départementalisation
En 1878, un conseil général est institué en Guyane sur le modèle des conseils généraux des Antilles et de la Réunion. Toutefois, il ne comportera que 16 membres au lieu de 30.

### Loi de 1946
À la suite de la loi de départementalisation de 1946, les conseils généraux des départements d'outre-mer sont transformés en conseils généraux sur le modèle métropolitain.

## La commission coloniale
Les commissions coloniales sont créées par un décret du 12 juin 1879 dans les trois vieilles colonies. C'est à l'origine une délégation permanente chargée de veiller à l’exécution des décisions du conseil général. Les commissions coloniales sont calquées sur le modèle des commissions départementales dans leur organisation et, de 1879 à 1918, la loi leur dévolue au fil du temps les mêmes compétences.
Ces commissions se réunissant une fois par mois (contre une fois par an, puis deux, pour le conseil général), elles deviennent l'interlocuteur privilégié du gouverneur pour l’exécution des dépenses budgétaires, sous réserve du vote conforme, a posteriori, du conseil général. De plus, la commission coloniale peut recevoir une délégation du conseil général pour se substituer à lui dans l'exécution d'une décision.
Les commissions coloniales sont élues une fois par an par les conseils généraux. Elles sont composées de 4 à 7 membres.

## Sources
- Manuel du conseiller général des colonies Les Assemblées coloniales : conseils généraux, conseils coloniaux - Auteur : René-Boisneuf, Achille (1873-1927)